# اس‌اس مک‌کلسفیلد (۱۹۱۴)
اس‌اس مک‌کلسفیلد (۱۹۱۴) (به انگلیسی: SS Macclesfield (1914)) یک کشتی بود که طول آن ۲۵۰ فوت (۷۶ متر) بود. این کشتی  در سال ۱۹۱۴ ساخته شد.